# طرد (بريد)

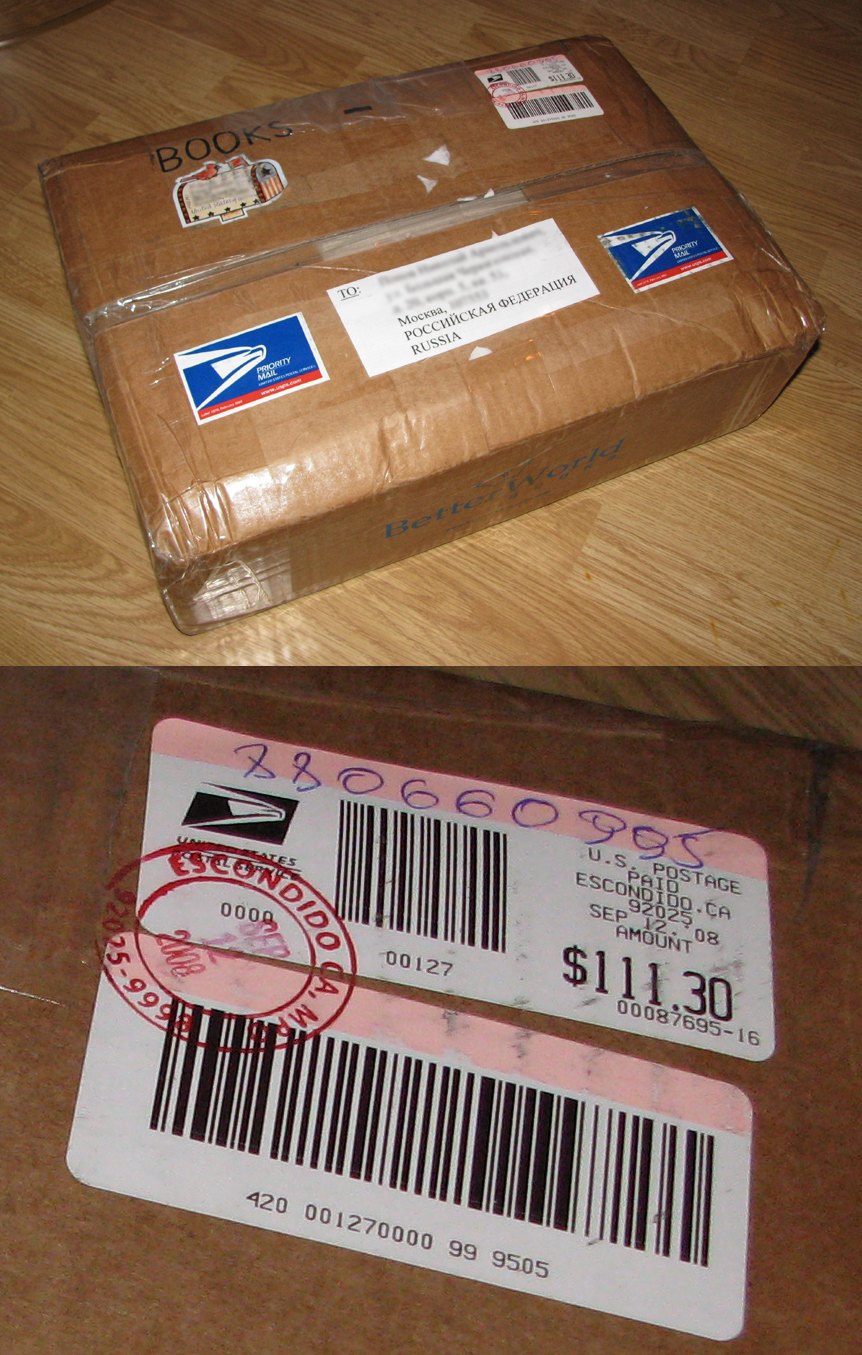
طرود مشحونة من الولايات المتحدة إلى روسيا

الطَّرد هو ما يُرسل عبر خدمة البريد ويكون حجمه أكبر من حجم الرسالة التي توضع ظرف بريدي.
الطرود البريدية هو خدمة بريد لنقل البريد الثقيل جدًا الذي لا يمكن نقلهُ بالبريد العادي. وهو عادةً أبطأ من البريد العادي. يرتبط تطور بريد الطرود ارتباطًا وثيقًا بتطور شبكة السكك الحديدية، مما أتاح نقل الطرود بكميات كبيرة، وفقًا لجدول زمني منتظم، وبأسعار اقتصادية. واليوم، تُنقل العديد من الطرود أيضًا برًا، ويمكن نقل الشحنات الدولية بحرًا أو جوًا.

## تطور فكرة النقل بالطرود البريدية
يمكن أن تُنسب فكرة الطرود البريدية الكبيرة إلى ألمانيا، حيث أدى نمو السكك الحديدية إلى توحيد أسعار البريد في جميع أنحاء ألمانيا والنمسا عام 1857. مع ذلك، كانت ممارسة إرسال الطرود بالبريد مُستخدمة في النمسا منذ القرن السابع عشر، ويُقال إنها تعود في بعض الولايات الألمانية إلى القرن الخامس عشر. في السنة الأولى بعد إنشاء بريد الطرود المحلي في ألمانيا عام 1874، تم نقل 38862654 طردًا، وارتفع إلى 62946100 طرد بحلول عام 1881.

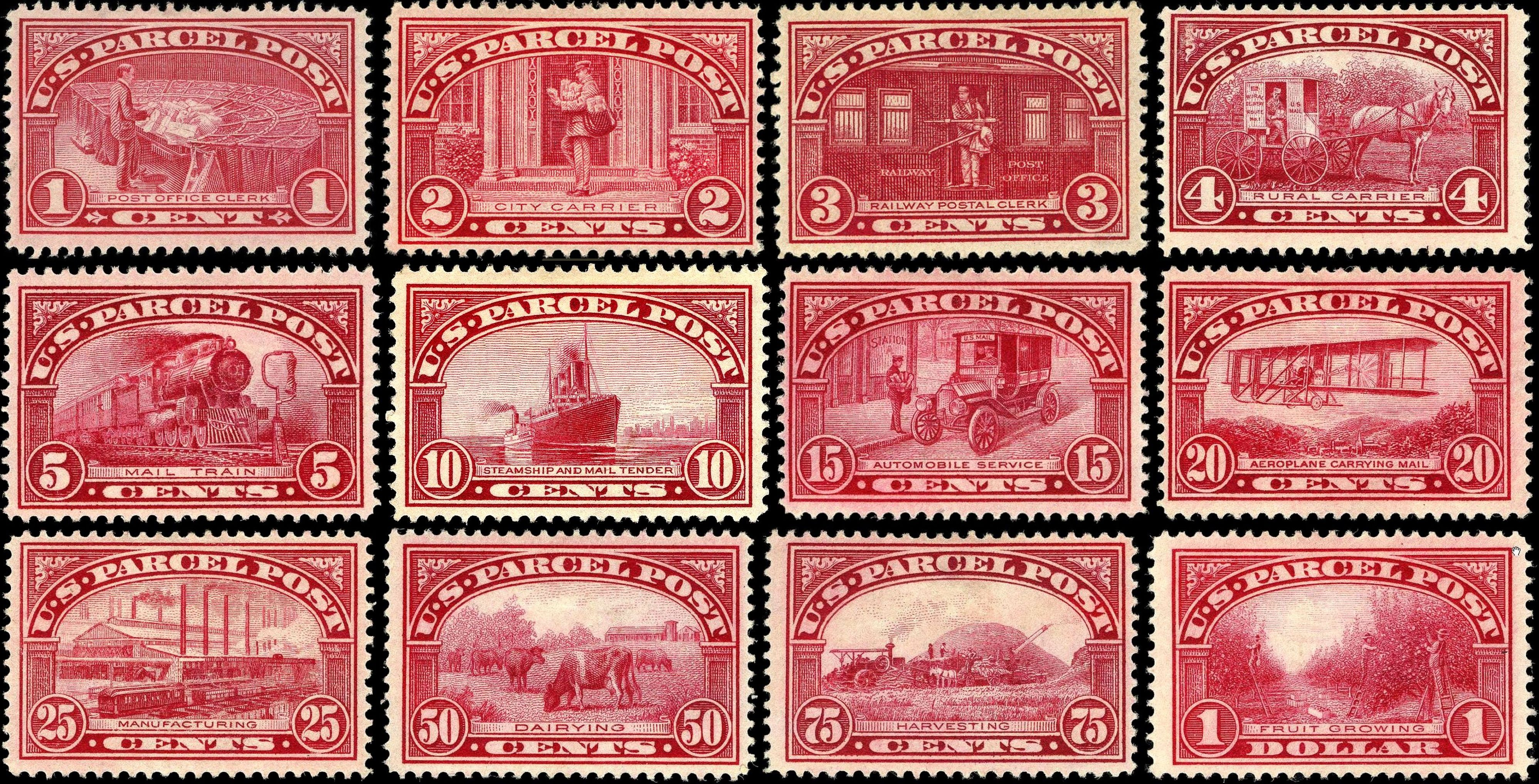
طوابع عليها صور تمثل نقل البريد بواسطة الطرود البريدية الكبيرة سنة 1912-1913